# Агафангел (Дайнеко)
Епи́скоп Агафа́нгел (в миру Андрей Михайлович Дайнеко род. 30 сентября 1975 года, Норильск)  — архиерей Русской православной церкви, епископ Норильский и Туруханский.

## Биография
Родился в 1975 году в православной семье. В 1992 году окончил среднюю школу № 17 Норильска.
16 июля 1995 года епископом Красноярским и Енисейским Антонием пострижен в рясофор с наречением имени Филипп и рукоположен в сан диакона с назначением в клир храма в честь иконы Божией Матери «Всех скорбящих Радость» г. Норильска.
17 января 1996 года в Покровском кафедральном соборе Красноярска пострижен в монашество с именем Агафангел.
18 января 1996 года рукоположен в сан иеромонаха.
17 февраля 1997 года решением Священного Синода назначен наместником Свято-Троицкого Туруханского мужского монастыря Красноярской епархии.
30 мая 1999 года возведён в сан игумена.
В 2003 года заочно окончил Московскую духовную семинарию.
21 января 2009 года назначен благочинным Туруханского благочиния Красноярской епархии.
В 2010 году заочно окончил Московскую духовную академию и Православный Свято-Тихоновский гуманитарный университет.
15 марта 2012 года решением Священного Синода утверждён в должности настоятеля Свято-Троицкого Туруханского мужского монастыря Енисейской епархии.

### Архиерейство
30 мая 2014 года решением Священного Синода избран епископом Норильским и Туруханским.
5 июня 2014 года за Литургией в Иоанно-Предтеченском храме Красноярска митрополитом Красноярским и Ачинским Пантелеимоном возведен в сан архимандрита.
6 июля 2014 года в Смоленском соборе Богородице-Смоленского Новодевичьего монастыря города Москвы был рукоположен в сан епископа Норильского и Туруханского. Хиротонию совершили: Патриарх Московский и всея Руси Кирилл, митрополит Крутицкий и Коломенский Ювеналий (Поярков), митрополит Красноярский и Ачинский Пантелеимон (Кутовой), архиепископ Можайский Григорий (Чирков), епископ Илиан (Востряков), епископ Видновский Тихон (Недосекин), епископ Серпуховской Роман (Гаврилов), епископ Солнечногорский Сергий (Чашин), епископ Балашихинский Николай (Погребняк), епископ Канский и Богучанский Филарет (Гусев), епископ Зарайский Константин (Островский), епископ Смоленский и Вяземский Исидор (Тупикин), епископ Енисейский и Лесосибирский Никанор (Анфилатов).
C 17 по 28 ноября 2014 года в Москве слушал двухнедельные курсы повышения квалификации для новопоставленных архиереев Русской Православной Церкви.

## Награды
- Орден преподобного Серафима Саровского III степени (18 сентября 2022) — во внимание к трудам по строительству храмового комплекса великомученицы Варвары г. Норильска Красноярского края[7].